# Tyń
Tyń (do 31 grudnia 2013 Tyn, niem.: Thyn) – wieś w Polsce położona w województwie zachodniopomorskim, w powiecie sławieńskim, w gminie Postomino. Wieś jest siedzibą sołectwa Tyń w którego skład wchodzi również miejscowość Kłośnik.
Według danych z 2011 roku wieś liczyła 128 mieszkańców. 
W latach 1975–1998 miejscowość administracyjnie należała do województwa słupskiego.